# آنری آبنت
آنری آبنت (فرانسوی: Henri Habent‎) دوچرخه‌سوار اهل فرانسه است.  وی در بازی‌های المپیک تابستانی ۱۹۲۰ شرکت کرده است.